# Anderlecht
Anderlecht è un comune belga di 118 382 abitanti, situato a sud-ovest nella Regione di Bruxelles-Capitale in provincia di Bruxelles.

## Monumenti e luoghi d'interesse

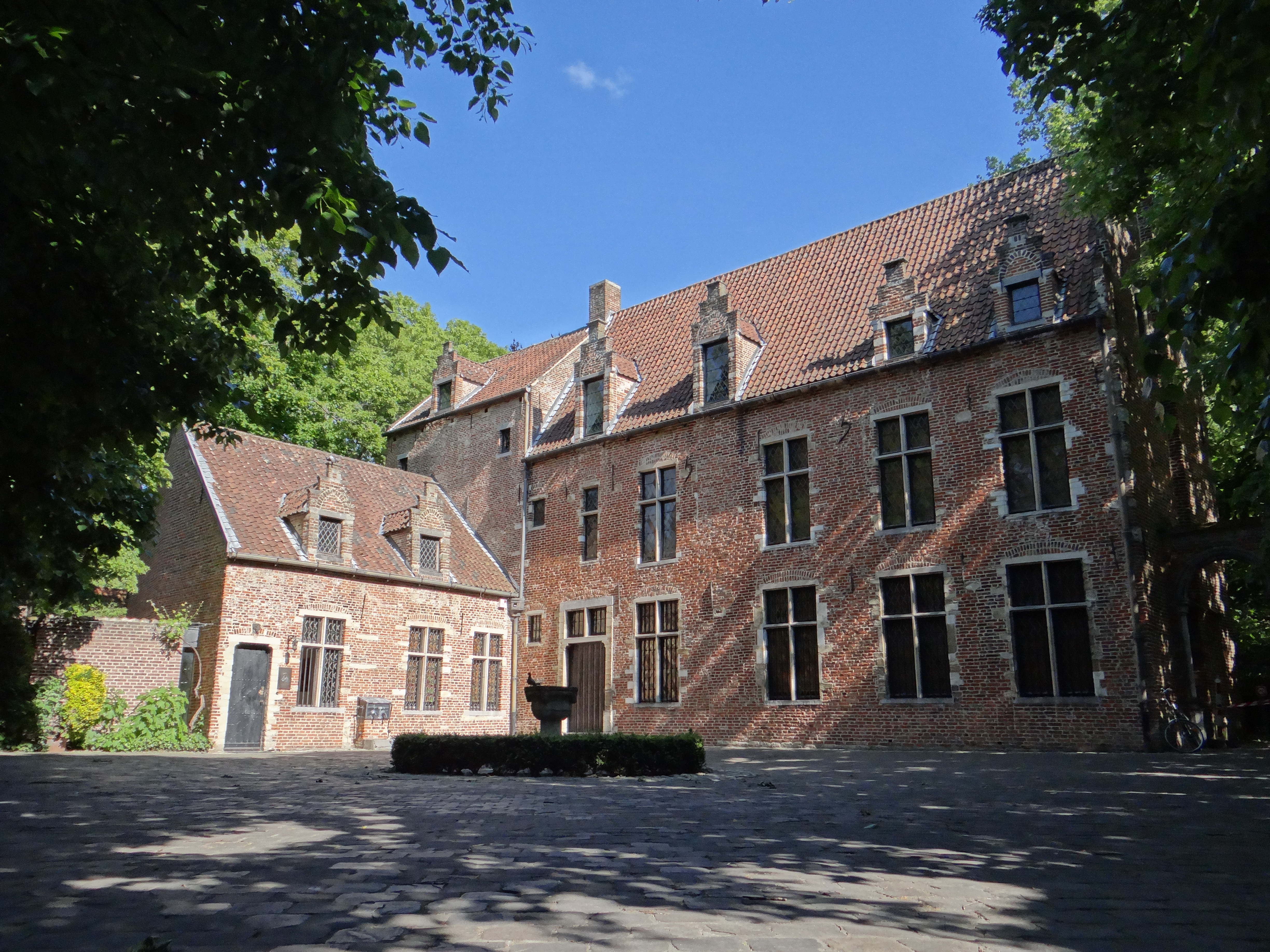
La Casa di Erasmo, del primo XVI secolo

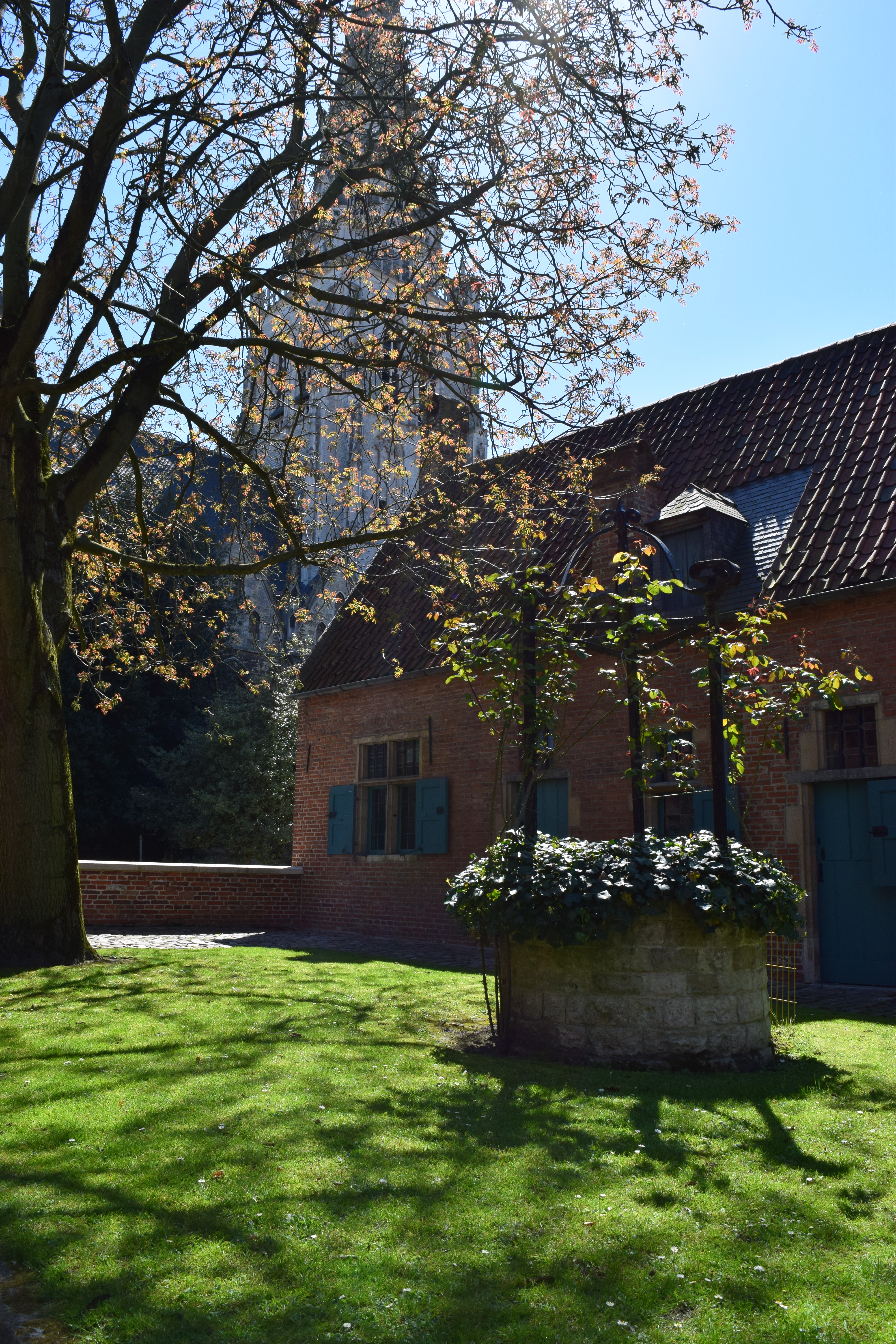
Vecchio Beghinaggio

- La Collegiata dei Santi Pietro e Guido: uno dei capolavori dell'architettura gotica secondo gli stilemi del Gotico brabantino, fu eretta fra la metà del XIV e l'inizio del XVI secolo. Partecipò alla costruzione della torre anche il grande architetto Jan van Ruysbroeck, autore della Tour Inimitable del Municipio di Bruxelles.

- Casa di Erasmo: è un edificio eretto in laterizi rossi nel primo XVI secolo e immerso in un giardino. Non lontano dalla Collegiata, fu abitato dal 1521 dal grande filosofo-umanista Erasmo da Rotterdam.

- Vecchio Beghinaggio: sul lato settentrionale della Collegiata sorge il complesso fondato nel 1252 e rifatto nel 1634. Oggi ospita il Museo di Folclore religioso.

- Lotto Park: lo stadio della squadra locale RSC Anderlecht

## Calcio
La squadra principale della città è l'RSC Anderlecht.